# U.S. Route 71
La U.S. Route 71 è una strada statunitense a carattere nazionale che corre da nord a sud. Questa strada è rimasta praticamente immutata dal 1926 nonostante la costruzione di altre autostrade.
Oggi il termine settentrionale dell'autostrada è ad International Falls (MN), presso il confine col Canada, all'estremità meridionale del Ponte Internazionale Fort Frances-International Falls (Fort Frances-International Falls International Bridge). Qui termina anche la U.S. Route 53. Dall'altra estremità del ponte, a Fort Frances (ON), c'è l'autostrada canadese est-ovest Trans-Canada Highway 11.
Il termine meridionale della U.S. Route 71 è tra Port Barre e Krotz Springs, in Louisiana, all'intersezione colla U.S. Route 190.